# Liste des genres de tortues
Liste alphabétique des genres de tortues, répartis dans 14 familles au sein de l'ordre des Testudines :
- Acanthochelys
- Amyda
- Annamemys
- Apalone
- Aspideretes
- Batagur
- Callagur
- Caretta
- Carettochelys
- Chelodina
- Chelonia
- Chelus
- Chelydra
- Chersina
- Chinemys
- Chitra
- Chrysemys
- Clemmys
- Cuora
- Cyclanorbis
- Cyclemys
- Cycloderma
- Deirochelys
- Dermatemys
- Dermochelys
- Dogania
- Elseya
- Emydoidea
- Emydura
- Emys
- Eretmochelys
- Erymnochelys
- Geochelone
- Geoclemys
- Geoemyda
- Gopherus
- Graptemys
- Hardella
- Heosemys
- Hieremys
- Homopus
- Hydromedusa
- Indotestudo
- Kachuga
- Kinixys
- Kinosternon
- Lepidochelys
- Lissemys
- Macrochelys
- Malaclemys
- Malacochersus
- Malayemys
- Manouria
- Mauremys
- Melanochelys
- Morenia
- Natator
- Nilssonia
- Notochelys
- Ocadia
- Orlitia
- Palea
- Pelochelys
- Pelodiscus
- Pelomedusa
- Peltocephalus
- Pelusios
- Phrynops
- Platemys
- Platysternon
- Podocnemis
- Psammobates
- Pseudemydura
- Pseudemys
- Pyxidea
- Pyxis
- Rafetus
- Rheodytes
- Rhinoclemmys
- Sacalia
- Siebenrockiella
- Sternotherus
- Terrapene
- Testudo
- Trachemys
- Trionyx